# The Ocean Hop
Pour plus de détails, voir Fiche technique et Distribution.
The Ocean Hop est un court métrage d'animation américain de la série Oswald le lapin chanceux, produit par les studios Disney et sorti le 14 novembre 1927.

## Synopsis
Oswald décide de traverser l'Atlantique pour se rendre depuis New York à Paris en avion... mais Pegleg Pete décide de saboter l'engin.

## Fiche technique
- Titre : The Ocean Hop
- Série : Oswald le lapin chanceux
- Réalisateur : Walt Disney
- Animateur[1] : Hugh Harman, Rollin Hamilton
- Camera[1] : Mike Marcus
- Producteur : Charles Mintz
- Production : Disney Brothers Studios sous contrat de Robert Winkler Productions
- Distributeur : Universal Pictures
- Date de sortie : 14 novembre 1927[1],[2],[3]
- Autres dates[1] :
  - Début du scénario : 11 juillet 1927
  - Début de l'animation : 15 juillet 1927
  - Dépôt de copyright : 8 septembre 1927 par Universal
  - Première à New York : 26 septembre 1927 au Colony Theater en première partie de Out All Night
  - Ressortie sonorisée : 24 avril 1932[1],[2]
- Format d'image : Noir et Blanc
- Durée : 6 min
- Langue : (en)
- Pays de production :  États-Unis